# 헝안국제
헝안국제(恆安國際, Hengan International Group Company Limited)는 중화인민공화국 최대의 생리대 및 유아용 기저귀 생산업체이다. 생리대 제품, 일회용 유아용 기저귀, 성인용 기저귀, 기타 개인위생용품을 생산하고 있다.

## 연혁
1985년 설립되었다. 1998년 홍콩 증권거래소에 상장되었다.